# Angelo tra la folla
Angelo tra la folla è un film del 1950, diretto da Leonardo De Mitri e supervisionato da Francesco De Robertis.
Protagonista del film è Angelo Maggio, primo attore bambino afro-italiano ad affermarsi nel cinema italiano del dopoguerra, dopo l'esperienza del piccolo somalo-italiano Ali Ibrahim Sidali nel cinema coloniale fascista. Abbandonato alla nascita, Angelo era stato adottato dall'attore Dante Maggio  e già si era segnalato nel film Il mulatto (1950) nel ruolo di un ragazzino di colore alle prese con i pregiudizi del proprio ambiente.

## Trama
Angelo è un bambino orfano mulatto, allevato a Ciampino in un istituto di suore. Un giorno sale su una camionetta che lo porta a Roma. Dopo una serie di incontri viene aiutato dalla sora Rosa, una fruttivendola, che lo porta a casa sua. Mentre Angelo resta solo in casa, nell'appartamento vicino viene commesso un omicidio, di cui lui è unico testimone. La polizia accusa ingiustamente dell'omicidio Pietro, figlio della sora Rosa. Il bimbo scappa e viene investito da un'auto, condotta dalla tenutaria di una casa d'appuntamenti; all'arrivo della polizia il piccolo continua a fuggire fino al momento in cui il vero assassino è arrestato.

## Altri tecnici
- Arredatore: Arrigo Breschi
- Direttore di produzione: Attilio Tosato
- Organizzatore generale: Amedeo Predassi
- Ispettore di produzione: Enzo Magrelli
- Segretaria di edizione: Titti D'Alvino
- Tecnico del suono: Ercole Pace

## Altri dati
- Visto di censura: 8.748 del 17 ottobre 1950
- Iscrizione al Pubblico Registro Cinematografico: 911
- Incasso: 148.000.000 di lire dell'epoca

Il film venne distribuito negli Stati Uniti d'America nel 1952 col titolo Angels in a Crowd